# Isla Guadalupe
La isla Guadalupe es una isla con una superficie de 253,8 km², perteneciente a México, localizada a 241 km de la costa de la península de Baja California, en el océano Pacífico.
La isla posee las mismas características de la ecorregión de las islas de Santa Bárbara en California, la cual consiste en chaparrales y bosques en las zonas elevadas. Muchas de las especies acuáticas que residen en el archipiélago del Norte frecuentan Guadalupe y viceversa.
La isla Guadalupe (específicamente, roca Elefante) es el punto más al oeste de México y América Latina.

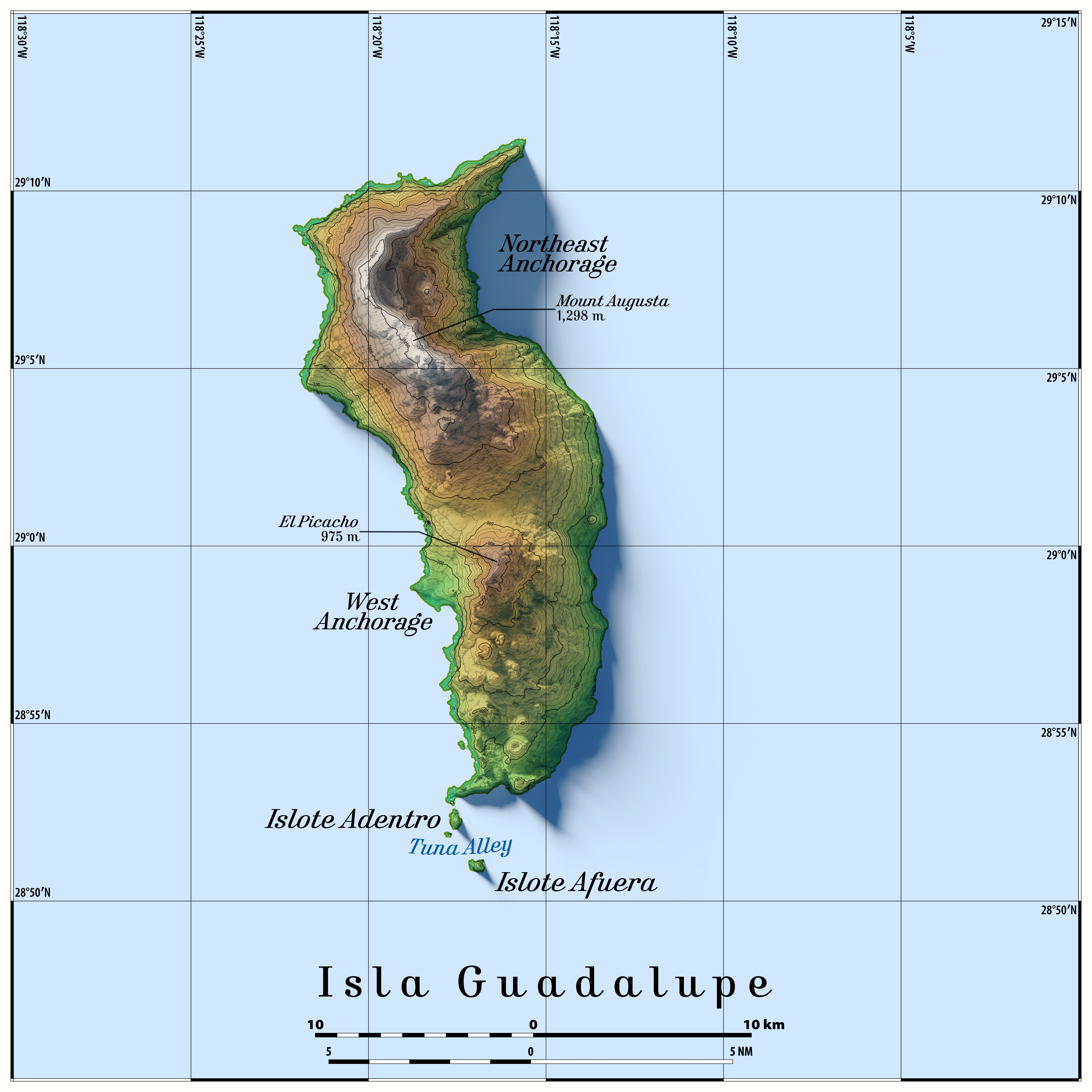
Mapa de la Isla Guadalupe

En el extremo Sur occidental de La Isla Guadalupe (México), se observa una línea de 700 m de forma recta, que termina en dibujos espirales en cada extremo. Lo que hace recordar a los dibujos de Nazca en Perú. (Descubierta en 1993 por Orlando de J. Chirino Espinosa.). Que actualmente no ha sido aclarada por investigadores científicos ni autoridades mexicanas. En las coordenadas 28.888383,-118.280772[cita requerida]

## Descubrimiento e historia
El primer avistamiento conocido de la Isla de Guadalupe fue en 1602 cuando una expedición española encabezada por Sebastián Vizcaíno navegó, pero no desembarcó en la isla. A finales del siglo XVIII y XIX la isla era visitada frecuentemente por cazadores de lobos marinos, nutrias, and elefantes marinos. las cabras probablemente fueron introducidad por cazadores de focas a principios de 1800 y rápidamente aumentaron de número, casi erradicando la vegetación autóctona.

## Población

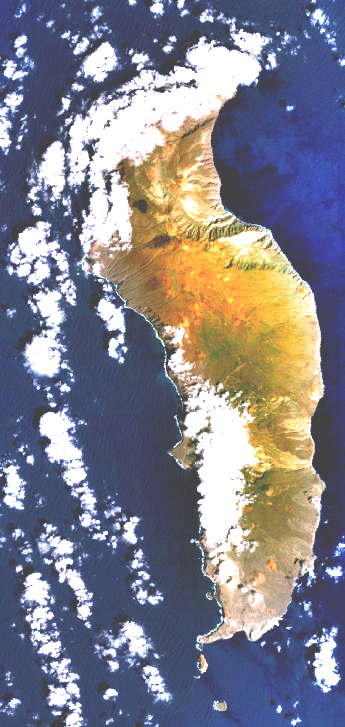
Isla Guadalupe en una foto de satélite.

Una pequeña población de militares vivió cerca de una ensenada en el Campamento Este en la costa oriental, pero ahora el campamento se encuentra abandonado. En el extremo meridional, en la ensenada de Melpómene, hay una estación meteorológica. El sitio se llama Campamento Sur. Ahí se encuentra una pista de aterrizaje pequeña, cerca del centro de la isla.
En 2005, INEGI registró una localidad denominada Isla Guadalupe, la cual en su mayoría está habitada por pescadores de la región; así como el Campamento Militar Isla Guadalupe, que salvaguarda su soberanía.
Debido a que Isla Guadalupe se encuentra en una reserva de la biosfera, los visitantes de la isla deben obtener un permiso del gobierno mexicano. Sin embargo, no es muy difícil conseguir dicho permiso.

## Administración
Isla Guadalupe forma parte del territorio del municipio de Ensenada en el estado mexicano de Baja California. Su código postal es 22997.

## Clima
La isla sostiene tres tipos principales de clima:
- Clima Mediterráneo seco .
- Clima Árido frio.
- Clima semiárido templado

La mayoría de las precipitaciones ocurre sobre los meses del invierno con una fuerte influencia de vientos del noroeste y de ciclones. El promedio de precipitación es de 133 mm cerca del nivel del mar en el extremo sur, pero parece que en la parte elevada del norte es bastante mayor, ya que hay mayor presencia de Pinus radiata.

## Vida salvaje

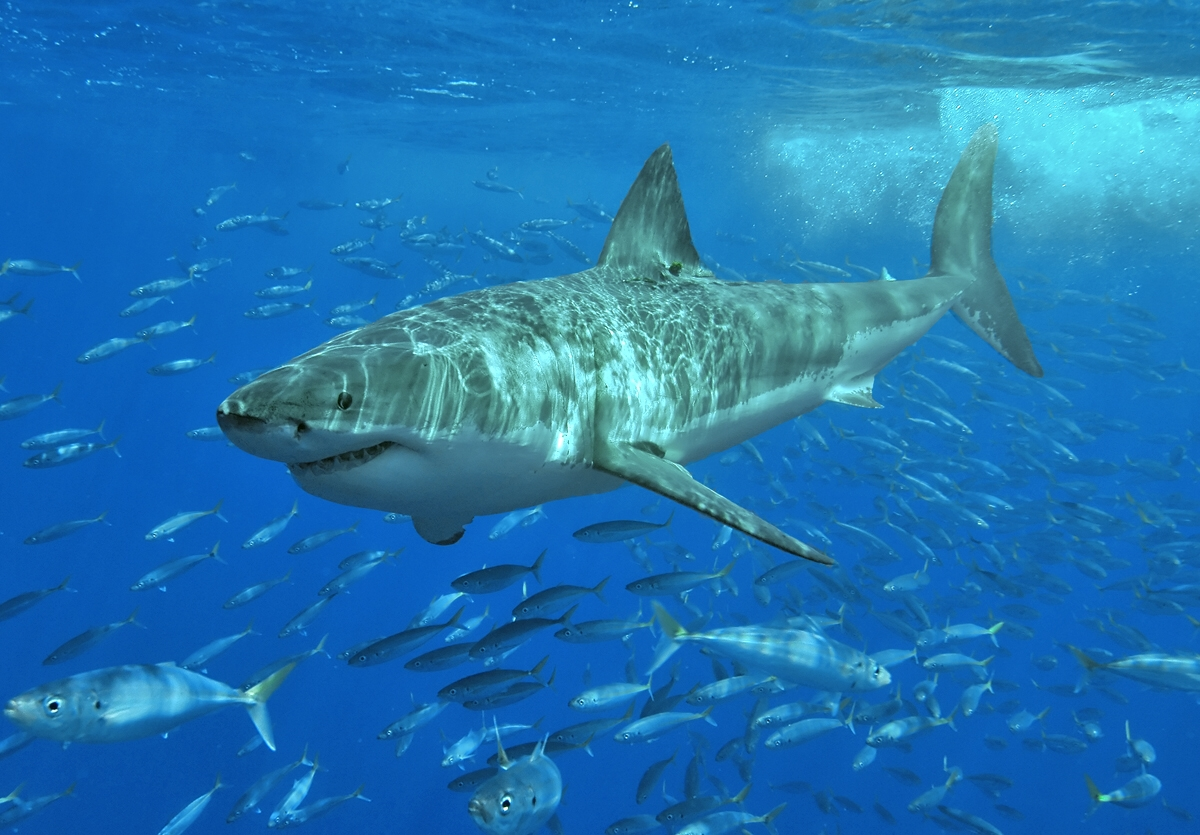
Tiburón blanco cerca de isla Guadalupe

Muchas de las especies terrestres o marinas que habitan en la isla son únicas. Recientemente, Guadalupe se ha posicionado como uno de los mejores lugares en el mundo para el avistamiento del gran tiburón blanco. Desde 1975, la isla es un santuario para la vida salvaje. La mejor época del año para ver el tiburón blanco es de agosto a octubre.
Durante años, las cabras ferales fueron un problema, al haber impactado la ecología de la isla. Un programa de erradicación de cabras ferales se llevó a cabo de 2002 a 2007; 10 000 cabras fueron eliminadas. El gobierno mexicano y el Grupo de Ecología y Conservación de Islas llevaron a cabo el programa. La isla Guadalupe se convirtió en reserva biosfera el 25 de abril de 2005, cuya directora fue la M. en C. Nadia Olivares Bañuelos.